# Argentinië op de Olympische Zomerspelen 2024
Argentinië nam deel aan de Olympische Zomerspelen 2024 in Parijs, Frankrijk.

## Medailleoverzicht
| Medaille | Naam | Sport  | Onderdeel     | Datum       |
| -------- | --- | ------ | ------------- | ----------- |
| Goud     | José Torres Gil | BMX    | Freestyle (m) | 31 juli     |
|          | |        |               |             |
| Zilver   | Ruggero Tita Caterina Banti | Zeilen | Nacra 17 (x)  | 8 augustus  |
|          | |        |               |             |
| Brons    | Vrouwenhockeyteam Rocío Sánchez Moccia Sofía Toccalino Agustina Gorzelany Valentina Raposo Agostina Alonso Agustina Albertarrio María José Granatto Cristina Cosentino Victoria Sauze Sofía Cairó Eugenia Trinchinetti Lara Casas Juana Castellaro Pilar Campoy Julieta Jankunas Zoe Díaz | Hockey | Hockey (v)    | 10 augustus |

## Aantal deelnemers
Hieronder volgt een overzicht van de atleten die zich kwalificeerden voor de Olympische Zomerspelen van 2024.
| Sport            | Mannen | Vrouwen | Totaal |
| ---------------- | ------ | ------- | ------ |
| Atletiek         | 3      | 3       | 6      |
| Boogschieten     | 1      | 0       | 1      |
| Golf             | 2      | 0       | 2      |
| Handbal          | 14     | 0       | 14     |
| Hockey           | 16     | 16      | 32     |
| Judo             | 0      | 1       | 1      |
| Kanovaren        | 1      | 1       | 2      |
| Moderne vijfkamp | 1      | 0       | 1      |
| Paardensport     | 1      | 0       | 1      |
| Roeien           | 2      | 2       | 4      |
| Rugby            | 12     | 0       | 12     |
| Schermen         | 1      | 0       | 1      |
| Schietsport      | 2      | 1       | 3      |
| Skateboarden     | 2      | 0       | 2      |
| Taekwondo        | 1      | 0       | 1      |
| Tafeltennis      | 1      | 0       | 1      |
| Tennis           | 6      | 2       | 8      |
| Triatlon         | 0      | 1       | 1      |
| Voetbal          | 18     | 0       | 18     |
| Volleybal        | 12     | 0       | 12     |
| Wielersport      | 3      | 0       | 3      |
| Zeilen           | 3      | 4       | 7      |
| Zwemmen          | 1      | 2       | 3      |
| Totaal           | 103    | 33      | 136    |

## Deelnemers en resultaten

### Atletiek

#### Loopnummers
Mannen
| atleet          | onderdeel | series | series | herkansingen | herkansingen | halve finale | halve finale | finale         | finale         |
| atleet          | onderdeel | tijd   | rang   | tijd         | rang         | tijd         | rang         | tijd           | rang           |
| --------------- | --------- | ------ | ------ | ------------ | ------------ | ------------ | ------------ | -------------- | -------------- |
| Elián Larregina | 400 m     | 47,80  | 6 H    | 45,36        | 1 Q          | 45,02        | 6            | niet geplaatst | niet geplaatst |

Vrouwen
| atlete            | onderdeel          | series  | series | herkansingen | herkansingen | halve finale | halve finale | finale         | finale         |
| atlete            | onderdeel          | tijd    | rang   | tijd         | rang         | tijd         | rang         | tijd           | rang           |
| ----------------- | ------------------ | ------- | ------ | ------------ | ------------ | ------------ | ------------ | -------------- | -------------- |
| Belén Casetta     | 3000m steeplechase | 9.34,78 | 11     | n.v.t.       | n.v.t.       | n.v.t.       | n.v.t.       | niet geplaatst | niet geplaatst |
| Florencia Borelli | marathon           | n.v.t.  | n.v.t. | n.v.t.       | n.v.t.       | n.v.t.       | n.v.t.       | 2.29.29        | 21             |
| Daiana Ocampo     | marathon           | n.v.t.  | n.v.t. | n.v.t.       | n.v.t.       | n.v.t.       | n.v.t.       | 2.32.02        | 41             |

#### Technische nummers
Mannen
| atleet         | onderdeel      | kwalificaties | kwalificaties | finale         | finale         |
| atleet         | onderdeel      | afstand       | rang          | afstand        | rang           |
| -------------- | -------------- | ------------- | ------------- | -------------- | -------------- |
| Joaquín Gómez  | hamerslingeren | 72,10         | 22            | niet geplaatst | niet geplaatst |
| Nazareno Sasia | kogelstoten    | 19,33         | 23            | niet geplaatst | niet geplaatst |

### Boogschieten
Mannen
| atleet             | onderdeel   | plaatsingsronde | plaatsingsronde | eerste ronde         | tweede ronde         | derde ronde          | kwartfinale          | halve finale         | finale / BM          | finale / BM    |
| atleet             | onderdeel   | score           | rang            | tegenstander uitslag | tegenstander uitslag | tegenstander uitslag | tegenstander uitslag | tegenstander uitslag | tegenstander uitslag | rang           |
| ------------------ | ----------- | --------------- | --------------- | -------------------- | -------------------- | -------------------- | -------------------- | -------------------- | -------------------- | -------------- |
| Damián Jajarabilla | individueel | 643             | 52              | Sadikov V 2 - 6      | niet geplaatst       | niet geplaatst       | niet geplaatst       | niet geplaatst       | niet geplaatst       | niet geplaatst |

### Golf
Mannen
| atleet          | onderdeel | eerste ronde | tweede ronde | derde ronde | vierde ronde | totaal | totaal | totaal |
| atleet          | onderdeel | score        | score        | score       | score        | score  | par    | rang   |
| --------------- | --------- | ------------ | ------------ | ----------- | ------------ | ------ | ------ | ------ |
| Emiliano Grillo | mannen    | 66           | 75           | 75          | 68           | 284    | 0      | 43     |
| Alejandro Tosti | mannen    | 68           | 69           | 69          | 70           | 276    | -8     | 18     |

### Handbal
Mannen
| Olympiër | Onderdeel | Resultaat | Prestatie |
| --- | --------- | --------- | --------- |
| Federico Gastón Fernández Federico Pizarro Pablo Vainstein Diego Simonet Ignacio Pizarro Pablo Simonet Santiago Baronetto Lucas Moscariello Guillermo Fischer Pedro Martínez Cami Gastón Mouriño James Parker Leonel Maciel Nicolás Bonanno Juan Bar Andrés Moyano Nicolás Bono | Mannen    | 12        | zie onder |

| Pos | Team          | Wed | W | G | V | Ptn | DV  | DT  | +/− | Kwalificatie |
| --- | ------------- | --- | - | - | - | --- | --- | --- | --- | ------------ |
| 1   | Denemarken    | 5   | 5 | 0 | 0 | 10  | 165 | 133 | +32 | Kwartfinales |
| 2   | Egypte        | 5   | 3 | 1 | 1 | 7   | 148 | 140 | +8  | Kwartfinales |
| 3   | Noorwegen     | 5   | 3 | 0 | 2 | 6   | 139 | 136 | +3  | Kwartfinales |
| 4   | Frankrijk (G) | 5   | 2 | 1 | 2 | 5   | 129 | 131 | −2  | Kwartfinales |
| 5   | Hongarije     | 5   | 1 | 0 | 4 | 2   | 137 | 138 | −1  |              |
| 6   | Argentinië    | 5   | 0 | 0 | 5 | 0   | 131 | 171 | −40 |              |

| Groepsfase      |                |                |                |                |                |                |                |
| 27 juli 2024    | 16:00          | Noorwegen      | 36 - 31        | Argentinië     |                |                |                |
| 29 juli 2024    | 21:00          | Argentinië     | 25 - 35        | Hongarije      |                |                |                |
| 31 juli 2024    | 21:00          | Denemarken     | 38 - 27        | Argentinië     |                |                |                |
| 2 augustus 2024 | 11:00          | Argentinië     | 21 - 28        | Frankrijk      |                |                |                |
| 4 augustus 2024 | 11:00          | Egypte         | 34 - 27        | Argentinië     |                |                |                |
|                 |                |                |                |                |                |                |                |
| Kwartfinale     | niet geplaatst | niet geplaatst | niet geplaatst | niet geplaatst | niet geplaatst | niet geplaatst | niet geplaatst |
|                 |                |                |                |                |                |                |                |
| Halve finale    | niet geplaatst | niet geplaatst | niet geplaatst | niet geplaatst | niet geplaatst | niet geplaatst | niet geplaatst |
|                 |                |                |                |                |                |                |                |
| Finale          | niet geplaatst | niet geplaatst | niet geplaatst | niet geplaatst | niet geplaatst | niet geplaatst | niet geplaatst |

### Hockey

#### Mannen
| Hockeyer(s) | Onderdeel | Plaats |
| --- | --------- | ------ |
| Argentijnse mannen hockeyploeg Agustín Bugallo Bautista Capurro Maico Casella Juan Catan Nicolás Della Torre Tomas Domene Thomas Habif Tadeo Marcucci Lucas Martínez Agustín Mazzilli Iñaki Minadeo Federico Monja Matías Rey Tomás Santiago Santiago Tarazona Lucas Toscani | Mannen    | 8      |

| Pos | Team          | Wed | W | G | V | Ptn | DV | DT | +/− | Kwalificatie |
| --- | ------------- | --- | - | - | - | --- | -- | -- | --- | ------------ |
| 1   | België        | 5   | 4 | 1 | 0 | 13  | 15 | 7  | +8  | Kwartfinales |
| 2   | India         | 5   | 3 | 1 | 1 | 10  | 10 | 7  | +3  | Kwartfinales |
| 3   | Australië     | 5   | 3 | 0 | 2 | 9   | 12 | 10 | +2  | Kwartfinales |
| 4   | Argentinië    | 5   | 2 | 2 | 1 | 8   | 8  | 6  | +2  | Kwartfinales |
| 5   | Ierland       | 5   | 1 | 0 | 4 | 3   | 4  | 9  | −5  |              |
| 6   | Nieuw-Zeeland | 5   | 0 | 0 | 5 | 0   | 4  | 14 | −10 |              |

|  | Kwartfinale      | Kwartfinale     |            |       | Halve finale | Halve finale |  |  | Finale | Finale |
|  |                  |                 |            |       |              |              |  |  |        |        |
|  | 4 augustus       |                 |            |       |              |              |  |  |        |        |
|  |                  |                 |            |       |              |              |  |  |        |        |
|  | Duitsland        | 3               |            |       |              |              |  |  |        |        |
|  | Duitsland        | 3               | 6 augustus |       |              |              |  |  |        |        |
|  | Argentinië       | 2               |            |       |              |              |  |  |        |        |
|  | Argentinië       | 2               | Duitsland  | 3     |              |              |  |  |        |        |
|  | 4 augustus       |                 | Duitsland  | 3     |              |              |  |  |        |        |
|  |                  | India           | 2          |       |              |              |  |  |        |        |
|  | India (PSO)      | India           | 2          | 1(4)  |              |              |  |  |        |        |
|  | India (PSO)      |                 | 8 augustus | 1(4)  |              |              |  |  |        |        |
|  | Groot-Brittannië | 1(2)            |            |       |              |              |  |  |        |        |
|  | Groot-Brittannië | 1(2)            | Duitsland  | 1 (1) |              |              |  |  |        |        |
|  | 4 augustus       |                 | Duitsland  | 1 (1) |              |              |  |  |        |        |
|  |                  | Nederland (PSO) | 1 (3)      |       |              |              |  |  |        |        |
|  | Nederland        | Nederland (PSO) | 1 (3)      | 2     |              |              |  |  |        |        |
|  | Nederland        | 6 augustus      |            | 2     |              |              |  |  |        |        |
|  | Australië        | 0               |            |       |              |              |  |  |        |        |
|  | Australië        | 0               | Nederland  | 4     |              |              |  |  |        |        |
|  | 4 augustus       |                 | Nederland  | 4     |              |              |  |  |        |        |
|  |                  | Spanje          | 0          |       | Troostfinale | Troostfinale |  |  |        |        |
|  | België           | Spanje          | 0          | 2     | Troostfinale | Troostfinale |  |  |        |        |
|  | België           |                 | 8 augustus | 2     |              |              |  |  |        |        |
|  | Spanje           | 3               |            |       |              |              |  |  |        |        |
|  | Spanje           | 3               | India      | 2     |              |              |  |  |        |        |
|  |                  |                 |            |       |              |              |  |  |        |        |
|  | Spanje           | 1               |            |       |              |              |  |  |        |        |
|  | Spanje           | 1               |            |       |              |              |  |  |        |        |

| Groepsfase      |                 |                |                |                |                |                |                |
| 27 juli 2024    | 13:15           | Australië      | 1 - 0          | Argentinië     |                |                |                |
| 29 juli 2024    | 12:45           | India          | 1 - 1          | Argentinië     |                |                |                |
| 30 juli 2024    | 17:00           | Argentinië     | 2 - 0          | Nieuw-Zeeland  |                |                |                |
| 1 augustus 2024 | 13:15           | Argentinië     | 2 - 1          | Ierland        |                |                |                |
| 2 augustus 2024 | 17:30           | België         | 3 - 3          | Argentinië     |                |                |                |
|                 |                 |                |                |                |                |                |                |
| Kwartfinale     | 4 augustus 2024 | 20:00          | Duitsland      | 3 - 2          | Argentinië     |                |                |
|                 |                 |                |                |                |                |                |                |
| Halve finale    | niet geplaatst  | niet geplaatst | niet geplaatst | niet geplaatst | niet geplaatst | niet geplaatst | niet geplaatst |
|                 |                 |                |                |                |                |                |                |
| Finale          | niet geplaatst  | niet geplaatst | niet geplaatst | niet geplaatst | niet geplaatst | niet geplaatst | niet geplaatst |

#### Vrouwen
| Hockeyer(s) | Onderdeel | Plaats |
| --- | --------- | ------ |
| Argentijnse vrouwen hockeyploeg Agustina Albertario Agostina Alonso Sofía Cairó Pilar Campoy Lara Casas Juana Castellaro Cristina Cosentino Zoe Díaz Agustina Gorzelany María Granatto Julieta Jankunas Valentina Raposo Rocío Sánchez Moccia Victoria Sauze Sofía Toccalino Eugenia Trinchinetti | Vrouwen   | Brons  |

| Pos | Team             | Wed | W | G | V | Ptn | DV | DT | +/− | Kwalificatie |
| --- | ---------------- | --- | - | - | - | --- | -- | -- | --- | ------------ |
| 1   | Australië        | 5   | 4 | 1 | 0 | 13  | 15 | 5  | +10 | Kwartfinales |
| 2   | Argentinië       | 5   | 4 | 1 | 0 | 13  | 16 | 7  | +9  | Kwartfinales |
| 3   | Spanje           | 5   | 2 | 1 | 2 | 7   | 6  | 7  | −1  | Kwartfinales |
| 4   | Groot-Brittannië | 5   | 2 | 0 | 3 | 6   | 8  | 12 | −4  | Kwartfinales |
| 5   | Verenigde Staten | 5   | 1 | 1 | 3 | 4   | 5  | 13 | −8  |              |
| 6   | Zuid-Afrika      | 5   | 0 | 0 | 5 | 0   | 4  | 10 | −6  |              |

|  | Kwartfinale      | Kwartfinale |                  |       | Halve finale | Halve finale |  |  | Finale | Finale |
|  |                  |             |                  |       |              |              |  |  |        |        |
|  | 5 augustus       |             |                  |       |              |              |  |  |        |        |
|  |                  |             |                  |       |              |              |  |  |        |        |
|  | Nederland        | 3           |                  |       |              |              |  |  |        |        |
|  | Nederland        | 3           | 7 augustus       |       |              |              |  |  |        |        |
|  | Groot-Brittannië | 1           |                  |       |              |              |  |  |        |        |
|  | Groot-Brittannië | 1           | Nederland        | 3     |              |              |  |  |        |        |
|  | 5 augustus       |             | Nederland        | 3     |              |              |  |  |        |        |
|  |                  | Argentinië  | 0                |       |              |              |  |  |        |        |
|  | Argentinië (PSO) | Argentinië  | 0                | 1 (2) |              |              |  |  |        |        |
|  | Argentinië (PSO) |             | 9 augustus       | 1 (2) |              |              |  |  |        |        |
|  | Duitsland        | 1 (0)       |                  |       |              |              |  |  |        |        |
|  | Duitsland        | 1 (0)       | Nederland (PSO)  | 1 (3) |              |              |  |  |        |        |
|  | 5 augustus       |             | Nederland (PSO)  | 1 (3) |              |              |  |  |        |        |
|  |                  | China       | 1 (1)            |       |              |              |  |  |        |        |
|  | België           | China       | 1 (1)            | 2     |              |              |  |  |        |        |
|  | België           | 7 augustus  |                  | 2     |              |              |  |  |        |        |
|  | Spanje           | 0           |                  |       |              |              |  |  |        |        |
|  | Spanje           | 0           | België           | 1 (2) |              |              |  |  |        |        |
|  | 5 augustus       |             | België           | 1 (2) |              |              |  |  |        |        |
|  |                  | China (PSO) | 1 (3)            |       | Troostfinale | Troostfinale |  |  |        |        |
|  | Australië        | China (PSO) | 1 (3)            | 2     | Troostfinale | Troostfinale |  |  |        |        |
|  | Australië        |             | 9 augustus       | 2     |              |              |  |  |        |        |
|  | China            | 3           |                  |       |              |              |  |  |        |        |
|  | China            | 3           | Argentinië (PSO) | 2 (3) |              |              |  |  |        |        |
|  |                  |             |                  |       |              |              |  |  |        |        |
|  | België           | 2 (1)       |                  |       |              |              |  |  |        |        |
|  | België           | 2 (1)       |                  |       |              |              |  |  |        |        |

| Groepsfase      |                 |                  |            |                         |            |  |  |
| 27 juli 2024    | 19:45           | Argentinië       | 4 - 1      | Verenigde Staten        |            |  |  |
| 29 juli 2024    | 17:30           | Zuid-Afrika      | 2 - 4      | Argentinië              |            |  |  |
| 31 juli 2024    | 10:00           | Argentinië       | 2 - 1      | Spanje                  |            |  |  |
| 1 augustus 2024 | 20:15           | Argentinië       | 3 - 3      | Australië               |            |  |  |
| 3 augustus 2024 | 10:00           | Groot-Brittannië | 0 - 3      | Argentinië              |            |  |  |
|                 |                 |                  |            |                         |            |  |  |
| Kwartfinale     | 5 augustus 2024 | 12:30            | Argentinië | 1 - 1 Shoot-outs: 2 - 0 | Duitsland  |  |  |
|                 |                 |                  |            |                         |            |  |  |
| Halve finale    | 7 augustus 2024 | 14:00            | Nederland  | 3 - 0                   | Argentinië |  |  |
|                 |                 |                  |            |                         |            |  |  |
| Finale          | 9 augustus 2024 | 14:00            | Argentinië | 2 - 2 Shoot-outs: 3 - 1 | België     |  |  |

### Judo
Vrouwen
| atlete      | onderdeel | eerste ronde         | tweede ronde         | derde ronde          | kwartfinale          | halve finale         | herkansing           | finale / BM          | finale / BM    |
| atlete      | onderdeel | tegenstander uitslag | tegenstander uitslag | tegenstander uitslag | tegenstander uitslag | tegenstander uitslag | tegenstander uitslag | tegenstander uitslag | rang           |
| ----------- | --------- | -------------------- | -------------------- | -------------------- | -------------------- | -------------------- | -------------------- | -------------------- | -------------- |
| Sofia Fiora | −52 kg    | n.v.t.               | Ndiaya V 00 - 10     | niet geplaatst       | niet geplaatst       | niet geplaatst       | niet geplaatst       | niet geplaatst       | niet geplaatst |

### Kanovaren

#### Sprint
Mannen
| atleet          | onderdeel  | series  | series | kwartfinale | kwartfinale | halve finale | halve finale | finale  | finale |
| atleet          | onderdeel  | tijd    | rang   | tijd        | rang        | tijd         | rang         | tijd    | rang   |
| --------------- | ---------- | ------- | ------ | ----------- | ----------- | ------------ | ------------ | ------- | ------ |
| Agustín Vernice | K-1 1000 m | 3.27,18 | 2 HF   | bye         | bye         | 3.28,18      | 2 FA         | 3.28,10 | 4      |

Vrouwen
| atleet       | onderdeel | series  | series | kwartfinale | kwartfinale | halve finale | halve finale | finale  | finale |
| atleet       | onderdeel | tijd    | rang   | tijd        | rang        | tijd         | rang         | tijd    | rang   |
| ------------ | --------- | ------- | ------ | ----------- | ----------- | ------------ | ------------ | ------- | ------ |
| Brenda Rojas | K-1 500 m | 1.52,68 | 2 HF   | bye         | bye         | 1.53,35      | 6 FC         | 1.53,88 | 20     |

### Moderne vijfkamp
Mannen
| atleet         | onderdeel        | onderdeel    | schermen (degen) | schermen (degen) | schermen (degen) | schermen (degen) | zwemmen (200 m vrije slag) | zwemmen (200 m vrije slag) | zwemmen (200 m vrije slag) | paardrijden (springen) | paardrijden (springen) | paardrijden (springen) | combinatie: schieten/lopen (10 m luchtpistool)/(3200 m) | combinatie: schieten/lopen (10 m luchtpistool)/(3200 m) | combinatie: schieten/lopen (10 m luchtpistool)/(3200 m) | totaal punten  | rang           |
| atleet         | onderdeel        | onderdeel    | RR               | BR               | rang             | punten           | tijd                       | rang                       | punten                     | strafpunten            | rang                   | punten                 | tijd                                                    | rang                                                    | punten                                                  | totaal punten  | rang           |
| -------------- | ---------------- | ------------ | ---------------- | ---------------- | ---------------- | ---------------- | -------------------------- | -------------------------- | -------------------------- | ---------------------- | ---------------------- | ---------------------- | ------------------------------------------------------- | ------------------------------------------------------- | ------------------------------------------------------- | -------------- | -------------- |
| Franco Serrano | moderne vijfkamp | halve finale | 200              | 2                | 13               | 202              | 2.02,56                    | 9                          | 305                        | 56,58                  | 15                     | 286                    | 10.40,88                                                | 15                                                      | 660                                                     | 1453           | 28             |
| Franco Serrano | moderne vijfkamp | finale       | niet geplaatst   | niet geplaatst   | niet geplaatst   | niet geplaatst   | niet geplaatst             | niet geplaatst             | niet geplaatst             | niet geplaatst         | niet geplaatst         | niet geplaatst         | niet geplaatst                                          | niet geplaatst                                          | niet geplaatst                                          | niet geplaatst | niet geplaatst |

### Paardensport

#### Jumping
| ruiter             | paard      | onderdeel   | kwalificatie | kwalificatie | finale      | finale | finale |
| ruiter             | paard      | onderdeel   | strafpunten  | rang         | strafpunten | tijd   | rang   |
| ------------------ | ---------- | ----------- | ------------ | ------------ | ----------- | ------ | ------ |
| José Maria Larocca | Finn Lente | individueel | 4            | 29 Q         | 20          | 81,82  | 25     |

### Roeien
Mannen
| atleet                           | onderdeel          | series  | series | herkansingen | herkansingen | kwartfinale | kwartfinale | halve finale | halve finale | finale  | finale |
| atleet                           | onderdeel          | tijd    | rang   | tijd         | rang         | tijd        | rang        | tijd         | rang         | tijd    | rang   |
| -------------------------------- | ------------------ | ------- | ------ | ------------ | ------------ | ----------- | ----------- | ------------ | ------------ | ------- | ------ |
| Alejandro Colomino Pedro Dickson | lichte dubbel-twee | 7.04,34 | 6 H    | 6.52,94      | 3 HA/B       | n.v.t.      | n.v.t.      | 6.51,59      | 6 FB         | 6.31,86 | 12     |

Vrouwen
| atleet                         | onderdeel          | series  | series | herkansingen | herkansingen | kwartfinale | kwartfinale | halve finale | halve finale | finale  | finale |
| atleet                         | onderdeel          | tijd    | rang   | tijd         | rang         | tijd        | rang        | tijd         | rang         | tijd    | rang   |
| ------------------------------ | ------------------ | ------- | ------ | ------------ | ------------ | ----------- | ----------- | ------------ | ------------ | ------- | ------ |
| Sonia Baluzzo Evelyn Silvestro | lichte dubbel-twee | 7.36,43 | 6 H    | 7.29,76      | 3 HA/B       | n.v.t.      | n.v.t.      | 7.33,41      | 6 FB         | 7.25,86 | 12     |

Legenda: FA=finale A (medailles); FB=finale B (geen medailles); FC=finale C (geen medailles); FD=finale D (geen medailles); FE=finale E (geen medailles); FF=finale F (geen medailles); HA/B=halve finale A/B; HC/D=halve finale C/D; HE/F=halve finale E/F; KF=kwartfinale; H=herkansing

### Rugby

#### Mannen
| Olympiër | Discipline | Resultaat | Prestatie |
| --- | ---------- | --------- | --------- |
| Joaquin Pellandini Tomas Elizalde Germán Schulz Matteo Graziano Agustin Fraga Santiago Álvarez Tobias Wade Gaston Revol Matías Osadczuk Santiago Mare Luciano Gonzalez Marcos Moneta Rodrigo Isgro Santiago Vera Feld | mannen     | 7e        | zie onder |

| Groep B |            |     |   |   |   |     |    |    |       |              |
| #       | Land       | Wed | W | G | V | Ptn | V  | T  | Saldo | Kwalificatie |
| 1       | Australië  | 3   | 3 | 0 | 0 | 9   | 64 | 35 | +29   | Kwartfinale  |
| 2       | Argentinië | 3   | 2 | 0 | 1 | 7   | 73 | 46 | +27   | Kwartfinale  |
| 3       | Samoa      | 3   | 1 | 0 | 2 | 5   | 52 | 49 | +3    | Plaats 9-12  |
| 4       | Kenia      | 3   | 0 | 0 | 3 | 3   | 19 | 78 | -59   | Plaats 9-12  |

| Ronde        | Datum        | Lokale tijd | Land          | Score     | Land             |
| ------------ | ------------ | ----------- | ------------- | --------- | ---------------- |
| Groepsfase   |              |             |               |           |                  |
| 24 juli 2024 | 16:00        | Argentinië  | 31 - 12       | Kenia     |                  |
| 24 juli 2024 | 19:30        | Argentinië  | 28 - 12       | Samoa     |                  |
| 25 juli 2024 | 14:30        | Argentinië  | 14 - 22       | Australië |                  |
|              |              |             |               |           |                  |
| Kwartfinale  | 25 juli 2024 | 21:30       | Argentinië    | 14 - 26   | Frankrijk        |
|              |              |             |               |           |                  |
| Plaats 5-8   | 27 juli 2024 | 14:30       | Nieuw-Zeeland | 17 - 12   | Argentinië       |
|              |              |             |               |           |                  |
| Plaats 7-8   | 27 juli 2024 | 18:00       | Argentinië    | 19 - 0    | Verenigde Staten |

### Schermen
Mannen
| atleet           | onderdeel | eerste ronde         | tweede ronde         | derde ronde          | kwartfinale          | halve finale         | finale / BM          | finale / BM    |
| atleet           | onderdeel | tegenstander uitslag | tegenstander uitslag | tegenstander uitslag | tegenstander uitslag | tegenstander uitslag | tegenstander uitslag | rang           |
| ---------------- | --------- | -------------------- | -------------------- | -------------------- | -------------------- | -------------------- | -------------------- | -------------- |
| Pascual di Tella | sabel     | Cauchon W 15 - 13    | El-Sissy V 11 - 15   | niet geplaatst       | niet geplaatst       | niet geplaatst       | niet geplaatst       | niet geplaatst |

### Schietsport
Mannen
| atleet           | onderdeel       | kwalificaties | kwalificaties | finale         | finale         |
| atleet           | onderdeel       | punten        | rang          | punten         | rang           |
| ---------------- | --------------- | ------------- | ------------- | -------------- | -------------- |
| Julián Gutiérrez | 10m luchtgeweer | 631,7         | 2 Q           | 122,8          | 8              |
| Federico Gil     | skeet           | 115           | 27            | niet geplaatst | niet geplaatst |

Vrouwen
| atlete         | onderdeel        | kwalificaties | kwalificaties | finale         | finale         |
| atlete         | onderdeel        | punten        | rang          | punten         | rang           |
| -------------- | ---------------- | ------------- | ------------- | -------------- | -------------- |
| Fernanda Russo | 10 m luchtgeweer | 625,4         | 30            | niet geplaatst | niet geplaatst |

Gemengd
| atleten                         | onderdeel             | kwalificatie | kwalificatie | finale                 | finale         |
| atleten                         | onderdeel             | punten       | rang         | tegenstander resultaat | rang           |
| ------------------------------- | --------------------- | ------------ | ------------ | ---------------------- | -------------- |
| Julián Gutiérrez Fernanda Russo | 10 m luchtgeweer team | 624,8        | 19           | niet geplaatst         | niet geplaatst |

### Skateboarden
Mannen
| atleet           | onderdeel | kwalificaties | kwalificaties | finale         | finale         |
| atleet           | onderdeel | punten        | rang          | punten         | rang           |
| ---------------- | --------- | ------------- | ------------- | -------------- | -------------- |
| Matias Dell Olio | street    | 266,8         | 5             | 153,98         | 8              |
| Mauro Iglesias   | street    | 249,09        | 10            | niet geplaatst | niet geplaatst |

### Taekwondo
Mannen
| atleet       | onderdeel | kwalificatie         | eerste ronde                  | kwartfinale          | halve finale         | herkansing           | finale / BM          | finale / BM    |
| atleet       | onderdeel | tegenstander uitslag | tegenstander uitslag          | tegenstander uitslag | tegenstander uitslag | tegenstander uitslag | tegenstander uitslag | rang           |
| ------------ | --------- | -------------------- | ----------------------------- | -------------------- | -------------------- | -------------------- | -------------------- | -------------- |
| Lucas Guzmán | -58 kg    | bye                  | Salim V 1 - 2 (0-6, 5-3, 0-3) | niet geplaatst       | niet geplaatst       | niet geplaatst       | niet geplaatst       | niet geplaatst |

### Tafeltennis
Mannen
| atleet           | onderdeel | voorronde            | eerste ronde         | tweede ronde         | derde ronde          | kwartfinale          | halve finale         | finale / BM          | finale / BM    |
| atleet           | onderdeel | tegenstander uitslag | tegenstander uitslag | tegenstander uitslag | tegenstander uitslag | tegenstander uitslag | tegenstander uitslag | tegenstander uitslag | rang           |
| ---------------- | --------- | -------------------- | -------------------- | -------------------- | -------------------- | -------------------- | -------------------- | -------------------- | -------------- |
| Santiago Lorenzo | enkelspel | bye                  | Lebrun V 0 - 4       | niet geplaatst       | niet geplaatst       | niet geplaatst       | niet geplaatst       | niet geplaatst       | niet geplaatst |

### Tennis
Mannen
| atleet                                      | onderdeel  | eerste ronde                 | tweede ronde                       | derde ronde          | kwartfinale          | halve finale         | finale / BM          | finale / BM    |
| atleet                                      | onderdeel  | tegenstander uitslag         | tegenstander uitslag               | tegenstander uitslag | tegenstander uitslag | tegenstander uitslag | tegenstander uitslag | rang           |
| ------------------------------------------- | ---------- | ---------------------------- | ---------------------------------- | -------------------- | -------------------- | -------------------- | -------------------- | -------------- |
| Sebastián Báez                              | enkelspel  | Monteiro W 6-4, 6-3          | Hassan W 6-2, 3-6, 7-6[7-3]        | Tsitsipás V 5-7, 1-6 | niet geplaatst       | niet geplaatst       | niet geplaatst       | niet geplaatst |
| Francisco Cerúndolo                         | enkelspel  | Barrios Vera W 6-2, 6-1      | Humbert W 7-5, 6-7[5-7], 7-5       | Ruud V 3-6, 4-6      | niet geplaatst       | niet geplaatst       | niet geplaatst       | niet geplaatst |
| Tomás Martín Etcheverry                     | enkelspel  | Seyboth Wild W 7-6[9-7], 6-2 | AIN Safiullin V 0-6, 6-7[1-7]      | niet geplaatst       | niet geplaatst       | niet geplaatst       | niet geplaatst       | niet geplaatst |
| Mariano Navone                              | enkelspel  | Borges W 6-2, 6-2            | Musetti V 6-7[2-7], 3-6            | niet geplaatst       | niet geplaatst       | niet geplaatst       | niet geplaatst       | niet geplaatst |
| Francisco Cerúndolo Tomás Martín Etcheverry | dubbelspel | n.v.t.                       | Haase - Rojer V 6-7[3-7], 6-7[4-7] | niet geplaatst       | niet geplaatst       | niet geplaatst       | niet geplaatst       | niet geplaatst |
| Máximo González Andrés Molteni              | dubbelspel | n.v.t.                       | Alcaraz - Nadal V 6-7[4-7], 4-6    | niet geplaatst       | niet geplaatst       | niet geplaatst       | niet geplaatst       | niet geplaatst |

Vrouwen
| atlete                              | onderdeel  | eerste ronde          | tweede ronde                 | derde ronde                       | kwartfinale          | halve finale         | finale / BM          | finale / BM    |
| atlete                              | onderdeel  | tegenstander uitslag  | tegenstander uitslag         | tegenstander uitslag              | tegenstander uitslag | tegenstander uitslag | tegenstander uitslag | rang           |
| ----------------------------------- | ---------- | --------------------- | ---------------------------- | --------------------------------- | -------------------- | -------------------- | -------------------- | -------------- |
| María Lourdes Carlé                 | enkelspel  | Maria W 6-0, 6-0      | Gauff V 1-6, 1-6             | niet geplaatst                    | niet geplaatst       | niet geplaatst       | niet geplaatst       | niet geplaatst |
| Nadia Podoroska                     | enkelspel  | Parry V 6-7[6-8], 5-7 | niet geplaatst               | niet geplaatst                    | niet geplaatst       | niet geplaatst       | niet geplaatst       | niet geplaatst |
| María Lourdes Carlé Nadia Podoroska | dubbelspel | n.v.t.                | Korpatsch - Maria W 6-3, 6-0 | Bucșa - Sorribes Tormo V 3-6, 4-6 | niet geplaatst       | niet geplaatst       | niet geplaatst       | niet geplaatst |

Gemengd
| atleten                           | onderdeel  | eerste ronde                          | kwartfinale          | halve finale         | finale / BM          | finale / BM    |
| atleten                           | onderdeel  | tegenstander uitslag                  | tegenstander uitslag | tegenstander uitslag | tegenstander uitslag |                |
| --------------------------------- | ---------- | ------------------------------------- | -------------------- | -------------------- | -------------------- | -------------- |
| Máximo González - Nadia Podoroska | dubbelspel | Fritz - Gauff V 1-6, 7-6[8-6], [5-10] | niet geplaatst       | niet geplaatst       | niet geplaatst       | niet geplaatst |

### Triatlon
Individueel
| Atleet          | Evenement | Zwemmen(1.5 km) | Rang 1 | Fietsen (40 km) | Rang 2 | Lopen(10 km) | Totaal Tijd | Ranking |
| --------------- | --------- | --------------- | ------ | --------------- | ------ | ------------ | ----------- | ------- |
| Romina Biagioli | Vrouwen   | 24.09           | 34     | 1.01.12         | 44     | 38.46        | 2.05.36     | 47      |

### Voetbal

#### Mannen
Het Argentijnse herenvoetbalteam kwalificeerde zich voor de Olympische Spelen na de overwinning op tweevoudig titelverdiger Brazilië op het CONMEBOL Pre-Olympisch Toernooi van 2024 in Venezuela.
| Atleten | Discipline | Resultaat | Prestatie |
| --- | ---------- | --------- | --------- |
| Thiago Almada Julián Álvarez Bruno Amione Lucas Beltrán Leandro Brey \|Marco Di Cesare Claudio Echeverri Ezequiel Fernández Joaquín García Luciano Gondou Santiago Hezze Gonzalo Luján Cristian Medina Nicolás Otamendi Gerónimo Rulli Giuliano Simeone Julio Soler Kevin Zenón | mannen     |           | zie onder |

| Groep B |            |             |             |             |             |            |            |            |        |
| #       | Land       | Wedstrijden | Wedstrijden | Wedstrijden | Wedstrijden | Doelpunten | Doelpunten | Doelpunten | Punten |
| #       | Land       | G           | W           | G           | V           | V          | T          | Saldo      | Punten |
| 1       | Marokko    | 3           | 2           | 0           | 1           | 6          | 3          | +3         | 9      |
| 2       | Argentinië | 3           | 2           | 0           | 1           | 6          | 3          | +3         | 9      |
| 3       | Oekraïne   | 3           | 1           | 0           | 2           | 3          | 5          | -2         | 3      |
| 4       | Iran       | 3           | 1           | 0           | 2           | 3          | 7          | -3         | 3      |

| groepsfase   |                 |                |                |                |                |                |                |
| 24 juli 2024 | 15:00           | Argentinië     | 1 - 2          | Marokko        |                |                |                |
| 27 juli 2024 | 15:00           | Argentinië     | 3 - 1          | Irak           |                |                |                |
| 30 juli 2024 | 17:00           | Oekraïne       | 0 - 2          | Argentinië     |                |                |                |
|              |                 |                |                |                |                |                |                |
| kwartfinale  | 2 augustus 2024 | 21:00          | Frankrijk      | 1 - 0          | Argentinië     |                |                |
|              |                 |                |                |                |                |                |                |
| halve finale | niet geplaatst  | niet geplaatst | niet geplaatst | niet geplaatst | niet geplaatst | niet geplaatst | niet geplaatst |
|              |                 |                |                |                |                |                |                |
| finale       | niet geplaatst  | niet geplaatst | niet geplaatst | niet geplaatst | niet geplaatst | niet geplaatst | niet geplaatst |

### Volleybal

#### Zaalvolleybal
Mannen
| Atleten | Discipline | Resultaat | Prestatie |
| --- | ---------- | --------- | --------- |
| Facundo Conte Santiago Danani Luciano De Cecco Pablo Kukartsev Bruno Lima Agustín Loser Jan Martínez Franchi Luciano Palonsky Martín Ramos Matías Sánchez Luciano Vicentín Nicolás Zerba | mannen     | 11        | zie onder |

| # | Ploeg            | Punten | Wedstrijden | Wedstrijden | Wedstrijden | Sets | Sets | Sets  |
| # | Ploeg            | Punten | G           | W           | V           | W    | V    | Ratio |
| - | ---------------- | ------ | ----------- | ----------- | ----------- | ---- | ---- | ----- |
| 1 | Verenigde Staten | 8      | 3           | 3           | 0           | 9    | 3    | +6    |
| 2 | Duitsland        | 6      | 3           | 2           | 1           | 8    | 5    | +3    |
| 3 | Japan            | 4      | 3           | 1           | 2           | 6    | 7    | -1    |
| 4 | Argentinië       | 0      | 3           | 0           | 3           | 1    | 9    | -8    |

| Groepsfase      |                |                  |                |                |                |                |                |
| 27 juli 2024    | 21:00          | Verenigde Staten | 3 - 0          | Argentinië     |                |                |                |
| 31 juli 2024    | 13:00          | Japan            | 3 - 1          | Argentinië     |                |                |                |
| 2 augustus 2024 | 09:00          | Argentinië       | 0 - 3          | Duitsland      |                |                |                |
|                 |                |                  |                |                |                |                |                |
| Kwartfinale     | niet geplaatst | niet geplaatst   | niet geplaatst | niet geplaatst | niet geplaatst | niet geplaatst | niet geplaatst |
|                 |                |                  |                |                |                |                |                |
| Halve finale    | niet geplaatst | niet geplaatst   | niet geplaatst | niet geplaatst | niet geplaatst | niet geplaatst | niet geplaatst |
|                 |                |                  |                |                |                |                |                |
| Finale          | niet geplaatst | niet geplaatst   | niet geplaatst | niet geplaatst | niet geplaatst | niet geplaatst | niet geplaatst |

### Wielersport

#### BMX
Freestyle
| atleet      | onderdeel          | kwalificatie | kwalificatie | kwalificatie | kwalificatie | finale | finale | finale  |
| atleet      | onderdeel          | run 1        | run 2        | score        | rang         | run 1  | run 2  | rang    |
| ----------- | ------------------ | ------------ | ------------ | ------------ | ------------ | ------ | ------ | ------- |
| José Torres | freestyle (mannen) | 86,24        | 87,08        | 86,66        | 7 Q          | 94,82  | 91,12  | 1 [ 3 ] |

Race
| atleet         | onderdeel     | kwartfinale | kwartfinale | last chance run | last chance run | halve finale   | halve finale   | finale         | finale         |
| atleet         | onderdeel     | punten      | rang        | punten          | rang            | punten         | rang           | uitslag        | rang           |
| -------------- | ------------- | ----------- | ----------- | --------------- | --------------- | -------------- | -------------- | -------------- | -------------- |
| Gonzalo Molina | race (mannen) | 34,230      | 20 q        | 35,097          | 6               | niet geplaatst | niet geplaatst | niet geplaatst | niet geplaatst |

#### Wegwielrennen
Mannen
| atleet            | onderdeel    | tijd    | rang |
| ----------------- | ------------ | ------- | ---- |
| Eduardo Sepúlveda | wegwedstrijd | 6.28,31 | 54   |

### Zeilen
Mannen
| atleet                     | onderdeel | voorrondes | voorrondes | voorrondes | voorrondes | voorrondes | voorrondes | voorrondes | voorrondes | voorrondes | voorrondes | voorrondes | voorrondes | voorrondes | voorrondes  | voorrondes  | voorrondes  | voorrondes  | voorrondes  | voorrondes  | voorrondes  | voorrondes | voorrondes | kwartfinale    | halve finale   | finales        |
| atleet                     | onderdeel | 1          | 2          | 3          | 4          | 5          | 6          | 7          | 8          | 9          | 10         | 11         | 12         | 13         | 14          | 15          | 16          | 17          | 18          | 19          | 20          | tot.       | rang       | kwartfinale    | halve finale   | finales        |
| -------------------------- | --------- | ---------- | ---------- | ---------- | ---------- | ---------- | ---------- | ---------- | ---------- | ---------- | ---------- | ---------- | ---------- | ---------- | ----------- | ----------- | ----------- | ----------- | ----------- | ----------- | ----------- | ---------- | ---------- | -------------- | -------------- | -------------- |
| Francisco Saubidet Birkner | IQFoil    | 17         | 4          | 17         | 15         | 19         | 25         | 15         | 13         | 17         | 18         | 21         | 23         | 19         | geannuleerd | geannuleerd | geannuleerd | geannuleerd | geannuleerd | geannuleerd | geannuleerd | 175        | 21         | niet geplaatst | niet geplaatst | niet geplaatst |

| atleet             | onderdeel | race | race | race | race | race | race | race | race | race        | race        | race   | race   | race           | netto punten | eindnotering |
| atleet             | onderdeel | 1    | 2    | 3    | 4    | 5    | 6    | 7    | 8    | 9           | 10          | 11     | 12     | M              | netto punten | eindnotering |
| ------------------ | --------- | ---- | ---- | ---- | ---- | ---- | ---- | ---- | ---- | ----------- | ----------- | ------ | ------ | -------------- | ------------ | ------------ |
| Francisco Guaragna | ILCA 7    | 28   | 26   | 24   | DSQ  | 6    | 18   | 24   | 23   | geannuleerd | geannuleerd | n.v.t. | n.v.t. | niet geplaatst | 149          | 27           |

Vrouwen
| atlete(s)         | onderdeel    | voorrondes | voorrondes | voorrondes | voorrondes | voorrondes | voorrondes | voorrondes  | voorrondes  | voorrondes  | voorrondes  | voorrondes  | voorrondes  | voorrondes  | voorrondes  | voorrondes  | voorrondes  | voorrondes | voorrondes | halve finale(s) | halve finale(s) | halve finale(s) | halve finale(s) | halve finale(s) | halve finale(s) | halve finale(s) | halve finale(s) | finales(s)     | finales(s)     | finales(s)     | finales(s)     | finales(s)     | finales(s)     | finales(s)     | finales(s)     |
| atlete(s)         | onderdeel    | 1          | 2          | 3          | 4          | 5          | 6          | 7           | 8           | 9           | 10          | 11          | 12          | 13          | 14          | 15          | 16          | tot.       | rang       | 1               | 2               | 3               | 4               | 5               | 6               | tot.            | rang            | 1              | 2              | 3              | 4              | 5              | 6              | tot.           | rang           |
| ----------------- | ------------ | ---------- | ---------- | ---------- | ---------- | ---------- | ---------- | ----------- | ----------- | ----------- | ----------- | ----------- | ----------- | ----------- | ----------- | ----------- | ----------- | ---------- | ---------- | --------------- | --------------- | --------------- | --------------- | --------------- | --------------- | --------------- | --------------- | -------------- | -------------- | -------------- | -------------- | -------------- | -------------- | -------------- | -------------- |
| Catalina Turienzo | Formula Kite | 13         | 13         | 19         | 14         | 13         | 3          | geannuleerd | geannuleerd | geannuleerd | geannuleerd | geannuleerd | geannuleerd | geannuleerd | geannuleerd | geannuleerd | geannuleerd | 56         | 13         | niet geplaatst  | niet geplaatst  | niet geplaatst  | niet geplaatst  | niet geplaatst  | niet geplaatst  | niet geplaatst  | niet geplaatst  | niet geplaatst | niet geplaatst | niet geplaatst | niet geplaatst | niet geplaatst | niet geplaatst | niet geplaatst | niet geplaatst |

| atleet          | onderdeel | voorrondes | voorrondes | voorrondes | voorrondes | voorrondes | voorrondes | voorrondes | voorrondes | voorrondes | voorrondes | voorrondes | voorrondes | voorrondes | voorrondes | voorrondes  | voorrondes  | voorrondes  | voorrondes  | voorrondes  | voorrondes  | voorrondes | voorrondes | kwartfinale    | halve finale   | finales        |
| atleet          | onderdeel | 1          | 2          | 3          | 4          | 5          | 6          | 7          | 8          | 9          | 10         | 11         | 12         | 13         | 14         | 15          | 16          | 17          | 18          | 19          | 20          | tot.       | rang       | kwartfinale    | halve finale   | finales        |
| --------------- | --------- | ---------- | ---------- | ---------- | ---------- | ---------- | ---------- | ---------- | ---------- | ---------- | ---------- | ---------- | ---------- | ---------- | ---------- | ----------- | ----------- | ----------- | ----------- | ----------- | ----------- | ---------- | ---------- | -------------- | -------------- | -------------- |
| Chiara Ferretti | IQFoil    | 19         | 21         | 19         | 21         | 24         | 22         | 14         | 20         | 23         | 21         | 24         | 19         | 25         | 19         | geannuleerd | geannuleerd | geannuleerd | geannuleerd | geannuleerd | geannuleerd | 242        | 24         | niet geplaatst | niet geplaatst | niet geplaatst |

| atlete        | onderdeel | race | race | race | race | race | race | race | race | race | race        | race   | race   | race           | netto punten | eindnotering |
| atlete        | onderdeel | 1    | 2    | 3    | 4    | 5    | 6    | 7    | 8    | 9    | 10          | 11     | 12     | M              | netto punten | eindnotering |
| ------------- | --------- | ---- | ---- | ---- | ---- | ---- | ---- | ---- | ---- | ---- | ----------- | ------ | ------ | -------------- | ------------ | ------------ |
| Lucia Falasca | ILCA 6    | 35   | 11   | 14   | 33   | 11   | 5    | 10   | 16   | 2    | geannuleerd | n.v.t. | n.v.t. | niet geplaatst | 102          | 11           |

Gemengd
| atlete                        | onderdeel | race | race | race | race | race | race | race | race | race | race | race   | race | race | netto punten | eindnotering |
| atlete                        | onderdeel | 1    | 2    | 3    | 4    | 5    | 6    | 7    | 8    | 9    | 10   | 11 !12 | M    |      | netto punten | eindnotering |
| ----------------------------- | --------- | ---- | ---- | ---- | ---- | ---- | ---- | ---- | ---- | ---- | ---- | ------ | ---- | ---- | ------------ | ------------ |
| Eugenia Bosco Mateo Majdalani | nacra 17  | 2    | 2    | 5    | 10   | 6    | 6    | 3    | 2    | 2    | 1    | 2      | 12   | 14   | 55           | Zilver       |

### Zwemmen
Mannen
| atleet         | onderdeel     | series | series | halve finale   | halve finale   | finale         | finale         |
| atleet         | onderdeel     | tijd   | rang   | tijd           | rang           | tijd           | rang           |
| -------------- | ------------- | ------ | ------ | -------------- | -------------- | -------------- | -------------- |
| Ulises Saravia | 100 m rugslag | 55,03  | 35     | niet geplaatst | niet geplaatst | niet geplaatst | niet geplaatst |

Vrouwen
| atleet            | onderdeel        | series  | series | halve finale   | halve finale   | finale         | finale         |
| atleet            | onderdeel        | tijd    | rang   | tijd           | rang           | tijd           | rang           |
| ----------------- | ---------------- | ------- | ------ | -------------- | -------------- | -------------- | -------------- |
| Agostina Hein     | 400 m vrije slag | 4.14,24 | 18     | n.v.t.         | n.v.t.         | niet geplaatst | niet geplaatst |
| Agostina Hein     | 800 m vrije slag | 8.37,43 | 14     | n.v.t.         | n.v.t.         | niet geplaatst | niet geplaatst |
| Macarena Ceballos | 100 m schoolslag | 1.06,89 | 16 Q   | 1.07,31        | 15             | niet geplaatst | niet geplaatst |
| Macarena Ceballos | 200 m schoolslag | 2.26,55 | 18     | niet geplaatst | niet geplaatst | niet geplaatst | niet geplaatst |